# Bandcamp
Bandcamp是一家美国線上音乐公司， 由前Oddpost联合创始人Ethan Diamond与程序员Shawn Grunberger、Joe Holt和Neal Tucker于2008年创立，总部位于加利福尼亚。 
Bandcamp是一个全球音乐社区，在这里粉丝可以发现音乐，并支持创作音乐的艺术家。2022年3月，Epic Games宣布收購Bandcamp。
2023年9月，Epic Games宣布将Bandcamp出售给B2B音乐公司Songtradr。

## 模式
艺术家和唱片公司可以将音乐上传到Bandcamp并控制购买方式、价格，并且允许粉丝支付更多的钱和出售他们自己的物品。
在Bandcamp，粉丝可以下载已付费的音乐，如果没有付费，可以在线播放。他们还可以将以购买的音乐作为礼物发放，查看歌词，并将单曲或专辑保存到愿望清单中。Bandcamp允许任何人免费上传音乐，并将销售额除去15%用于支付处理费。如果艺术家的销售额超过5000美元，则降至10%。
Bandcamp为用户提供访问艺术家主页的功能，该页面包含有关艺术家的信息、社交媒体链接、商品销售链接以及艺术家在售的音乐。艺术家可以在主页上切换和自定义这些选项、更改页面外观，并自定义功能。2010年，Bandcamp在其他社群平台网站（如Facebook、Twitter、WordPress、Google+和Tumblr）中启用了嵌入式/共享链接，并提供了电子邮件选项。2013年，Bandcamp推出了适用于iOS和Android设备的移动应用程序。
截至2018年5月，艺术家们共在Bandcamp上创收2.96亿美元。

## 减少著作权侵权
通常，消费者通过各种免费文件分发渠道下载受版权保护的音乐，却无需向艺术家付款。像Bandcamp这样的网站为消费者提供免费的流媒体内容，同时为艺术家提供设定从免费到付费的可变价格的能力，为潜在客户提供更多选择，并允许消费者无需支付即可在线收听音乐。这种利用灵活支付方法来平衡免费侵权内容的做法带来了极大的灵活性，允许艺术家通过提供數位发行的替代手段来与未经授权的内容竞争。在公司博客上，Bandcamp提供了谷歌搜索数据，显示用户被非法音乐搜索引导到该网站并进行购买。这样的数据可以让艺术家了解Bandcamp在打击侵权方面的成就，以及如何正确有效地应对侵权。

## 著名艺术家和唱片公司
Bandcamp在2010年7月获得了很多关注，当时Amanda Palmer、Low Places和Bedhed放弃了他们的唱片公司并开始在Bandcamp上销售专辑，使用Twitter进行推广。
Bandcamp在2011年很受欢迎，当时有几位独立游戏开发者在Bandcamp上发布了他们的游戏配乐，包括《宝瓶》、《堡垒》、《幽闭圣地》、《机械迷城》、《泰拉瑞亚》、《植物大战僵尸》、《地狱边境》、《超级食肉男孩》、《去月球》、《Fez》、《我的世界》和《不眠之夜》。
2014年12月，Bandcamp for Labels成立。几个流行的独立唱片公司如Sub Pop、Fat Wreck Chords、Relapse Records和 Epitaph Records推出了他们自己的Bandcamp页面。